# Service public industriel et commercial
En France, un service public industriel et commercial (SPIC) est une forme de gestion de service public soumise principalement aux règles de droit privé et à la compétence du juge judiciaire.
Par opposition, si un service public est soumis aux règles du droit administratif, alors il s'agit d'un service public administratif (SPA).

## Historique
Après l'arrêt Blanco de 1873, les services publics évoluaient dans un régime juridique exorbitant du droit commun (critère matériel).  
La soumission au droit privé va être présentée comme une sanction pour les personnes publiques qui ont exploité « dans les mêmes conditions qu'un industriel ordinaire » (TC, 22 janvier 1921, Société commerciale de l'Ouest Africain) un service public, elles perdent ainsi leur privilège de juridiction et de droit (cf. Conclusion Matter sous arrêt précité). La notion même de Service Public Industriel et Commercial (SPIC) apparaît sous la plume du Conseil d'État dans l'arrêt du 23 décembre 1921, Société générale d'armement. 
On a donc, à partir de 1921, les SPIC principalement régis par le droit privé, et les SPA. Cela conduit à une nouvelle définition du service public : C’est une activité d’intérêt général assurée soit par une personne publique, soit par une personne privée rattachée à une personne publique (soit par le fait qu’il y a des Prérogatives de Puissance Publique, soit faisceau d’indices développé par l'arret CE, 2007, A.P.R.E.I) et soumis à un  régime juridique particulier où la part du droit public est plus ou moins prononcée. 
De nos jours cette conception est totalement dépassée non seulement dans la mesure où le régime de droit public n'est pas un privilège mais également par le fait que ce sont les personnes publiques qui cherchent à se doter d'un statut de droit privé en raison de sa souplesse et de son adaptation pour la gestion d'activité de production, de distribution et de prestation de service.

## Critères
Pour l’identifier, le Conseil d’État, dans son arrêt Union Syndicale des Industries Aéronautiques du 16 novembre 1956, pose trois critères :
1. L’objet du service public. Il s'agit là du critère le plus difficile à manier car il touche la substance même de l'activité. En règle générale s'il s'agit d'activité de production, de distribution ou de prestation de service, la qualification de SPIC sera normalement retenue. Néanmoins, l'objet a pu être également perçu comme la finalité même du service public : pour le service d'enlèvement des ordures ménagères, certains arrêts ont retenu comme objet la salubrité publique, ce qui va en faveur du SPA (TC, 1979, Cergy-Pontoise), d'autres comme une activité qui matériellement peut être exercée par une entreprise privée, ce qui plaide pour le SPIC (comme dans TC, 1933, Dame Mélinette).
2. Les modalités de son fonctionnement. On recherche des indices tels que : un personnel soumis au code du travail, une comptabilité privée, une utilisation des usages du commerce, un contrat de droit privé etc.
3. L’origine des financements. Le juge s'attardera sur le mode de financement, s'il s'agit de subvention/recette fiscale ou redevance sans lien avec le coût du service la qualification de SPA sera retenue. En revanche si la redevance présente le caractère d'un prix, c’est-à-dire si elle est assise sur la consommation réelle par les usagers, la qualification de SPIC sera retenue (pour un exemple dans le cadre du service public d'assainissement, CE 20 janvier 1988 SCI la Colline)

Néanmoins, la manipulation de ces critères posés en 1956, et plus précisément leur articulation, est très problématique. Par exemple, le Tribunal des Conflits, dans un arrêt du 21 mars 2005 Alberti-scott, a ainsi posé que le service public de l'eau était un service public industriel et commercial, à raison de son objet uniquement, sans considérer ses modalités de fonctionnement ou l'origine de ses financements (alors même qu'il était géré en régie par la commune, sans budget propre et que les redevances ne couvraient que partiellement le coût du service). Depuis, l'article L2224-11 du CGCT, a confirmé cet arrêt. 
La portée de cette jurisprudence reste toutefois débattue en doctrine sur le fait de savoir s'il s'agit d'un revirement absolu ou simplement circonscrit aux services publics de la distribution d'eau. Cependant, certains, à l'image de J. Lachaume, appellent ainsi à une redéfinition des critères d'un service public industriel et commercial, et au renversement de la présomption d'administrativité des services publics gérés par une personne publique au profit d'une présomption du caractère industriel et commercial.

## Relation SPIC - Usagers
Le 17 novembre 2014, N°C3965, le Tribunal des conflits précise que les litiges entre le gestionnaire d'un service public industriel et commercial SPIC et ses usagers , quand bien même l'activité de ce service a lieu sur le domaine public, relèvent de la compétence des juridictions judiciaires, ces litiges étant par nature détachables de l'occupation domaniale ; La relation entre la Régie en régime SPIC et l’usager de droit civil est de droit privé rappelé à plusieurs reprises : (TC, Dame Veuve Canasse, 10 octobre 1966), (TC Dame Bertrand c.Cne de Miquelon 17 décembre 1962, Rec., p. 831) ( CE, Sect., 13 oct 1961, Établissements Campanon-Rey ).
Les décisions du Tribunal des conflits s'imposent à toutes les juridictions de l'ordre judiciaire et de l'ordre administratif, Article 11 de la Loi du 24 mai 1872 relative au Tribunal des conflits.